# ولاد بوبكر (باب تيوكا)
ولاد بوبكر هو دُوَّار يقع بجماعة باب تيوكا، إقليم سيدي قاسم، جهة الرباط سلا القنيطرة في المملكة المغربية. ينتمي الدوّار لمشيخة باب تيوكا التي تضم 17 دوار. يقدر عدد سكانه بـ 120 نسمة حسب الإحصاء الرسمي للسكان والسكنى لسنة 2004.

## روابط خارجية
- البوابة الوطنية للجماعات الترابية
- المندوبية السامية للتخطيط